# Kevin Keunen
Kevin Keunen (Venlo, 22 september 1978) is een voormalig Nederlands profvoetballer die tussen 1997 en 1999 onder contract stond bij VVV. Hij speelde bij voorkeur als aanvaller.
Keunen speelde jarenlang in de jeugdopleiding van VVV, met uitzondering van een driejarig verblijf in het jeugdplan van Willem II. Op 23 augustus 1997 maakte hij als invaller voor Lennart Nederkoorn zijn competitiedebuut namens VVV in de thuiswedstrijd tegen Heracles (1-1). Keunen stond twee jaar onder contract bij de Venlose eerstedivisionist. Vervolgens kwam hij nog uit voor de amateurs van VVV'03, HBSV, SV Blerick en wederom VVV'03. Bij laatstgenoemde club werd hij op de ALV van 31 maart 2017 tot voorzitter benoemd.

## Statistieken
| Seizoen         | Club            | Competitie      | Competitie | Competitie | Beker | Beker | Nacompetitie | Nacompetitie | Totaal | Totaal |
| Seizoen         | Club            | Competitie      | Wed.       | Dlp.       | Wed.  | Dlp.  | Wed.         | Dlp.         | Wed.   | Dlp.   |
| --------------- | --------------- | --------------- | ---------- | ---------- | ----- | ----- | ------------ | ------------ | ------ | ------ |
| 1997/98         | VVV             | Eerste divisie  | 11         | 0          | 0     | 0     | —            | —            | 11     | 0      |
| 1998/99         | VVV             | Eerste divisie  | 8          | 0          | 1     | 0     | —            | —            | 9      | 0      |
| Carrière totaal | Carrière totaal | Carrière totaal | 19         | 0          | 1     | 0     | 0            | 0            | 20     | 0      |